# Seznam prezidentů Maďarska

Vlajka maďarského prezidenta (poměr stran: 2:3)

Seznam prezidentů Maďarska představuje chronologický přehled osob působících ve funkci hlavy státu.

## Nezávislé Uhersko během revoluce 1848–1849
| Portrét       | Jméno         | Od             | Do             | Titul                                |
| ------------- | ------------- | -------------- | -------------- | ------------------------------------ |
| Lajos Kossuth | Lajos Kossuth | 14. duben 1849 | 13. srpen 1849 | Guvernér-prezident (Kormányzóelnök). |

## Maďarsko 1918–1920
| Portrét               | Jméno                 | Od                                 | Do                | Titul                                                                          |
| --------------------- | --------------------- | ---------------------------------- | ----------------- | ------------------------------------------------------------------------------ |
| Josef August Rakouský | Josef August Rakouský | 13. listopad 1918                  | 16. listopad 1918 | Zemský správce (Guvernér).                                                     |
| [Mihály Károlyi       | Mihály Károlyi        | (16. listopad 1918) 11. leden 1918 | 21. březen 1919   | Prezident první Maďarské republiky.                                            |
| Sándor Garbai         | Sándor Garbai         | 21. březen 1919                    | 1. srpen 1919     | Předseda Revoluční vládní rady Maďarské republiky rad.                         |
| Josef August Rakouský | Josef August Rakouský | 7. srpen 1919                      | 23. srpen 1919    | Zemský správce (Guvernér).                                                     |
| István Friedrich      | István Friedrich      | 23. srpen 1919                     | 24. listopad 1919 | Premiér vykonával funkce hlavy státu, mezinárodním společenstvím však neuznán. |
|                       |                       | 24. listopad 1919                  | 1. březen 1920    | Funkce hlavy státu neobsazena.                                                 |

## Maďarské království (1920–1946)
| Portrét        | Jméno          | Od              | Do                              | Titul                                                                               |
| -------------- | -------------- | --------------- | ------------------------------- | ----------------------------------------------------------------------------------- |
| Miklós Horthy  | Miklós Horthy  | 1. březen 1920  | 15. říjen 1944                  | Regent Maďarského království                                                        |
| Ferenc Szálasi | Ferenc Szálasi | 16. říjen 1944  | 28. březen 1945 (4. duben 1945) | Vůdce národa (hlava státu a premiér v jedné osobě), předseda Vlády národní jednoty. |
|                | Národní fronta | 28. březen 1945 | 31. leden 1946                  | Funkce hlavy státu neobsazena.                                                      |

## Druhá Maďarská republika
| Portrét         | Jméno           | Od            | Do             | Poznámky |
| --------------- | --------------- | ------------- | -------------- | -------- |
| Zoltán Tildy    | Zoltán Tildy    | 2. únor 1946  | 2. srpen 1948  |          |
| Árpád Szakasits | Árpád Szakasits | 2. srpen 1948 | 23. srpen 1949 |          |

## Maďarská lidová republika
Předsedové Prezidiální rady Maďarské lidové republiky:
| Portrét             | Jméno               | Od              | Do              | Poznámky |
| ------------------- | ------------------- | --------------- | --------------- | -------- |
| Árpád Szakasits     | Árpád Szakasits     | 23. srpen 1949  | 26. duben 1950  |          |
| Sándor Rónai        | Sándor Rónai        | 26. duben 1950  | 14. srpen 1952  |          |
| István Dobi         | István Dobi         | 14. srpen 1952  | 13. duben 1967  |          |
| Pál Losonczi        | Pál Losonczi        | 13. duben 1967  | 25. červen 1987 |          |
| Károly Németh       | Károly Németh       | 25. červen 1987 | 29. červen 1988 |          |
| Brunó Ferenc Straub | Brunó Ferenc Straub | 29. červen 1988 | 18. říjen 1989  |          |

## Třetí Maďarská republika
|    | Portrét          | Jméno            | Strana       | Od                             | Do              | Poznámky |
| -- | ---------------- | ---------------- | ------------ | ------------------------------ | --------------- | --- |
|    | Mátyás Szűrös    | Mátyás Szűrös    | MSZMP → MSZP | 23. říjen 1989                 | 1. květen 1990  | Jako prozatímní prezident (předseda parlamentu pověřený výkonem prezidentských pravomocí) do prvních svobodných voleb 1990.                                                                               |
| 1. | Árpád Göncz      | Árpád Göncz      | nestraník    | 2. květen 1990 (3. srpen 1990) | 4. srpen 2000   | Od 2. května do 2. srpna 1990 jako prozatímní prezident (předseda parlamentu pověřený výkonem prezidentských pravomocí). Od 3. srpna 1990 jako prezident. Bývalý člen FKgP (1945–49) a SZDSZ (1988–1990). |
| 2. | Ferenc Mádl      | Ferenc Mádl      | nestraník    | 4. srpen 2000                  | 5. srpen 2005   | |
| 3. | László Sólyom    | László Sólyom    | nestraník    | 5. srpen 2005                  | 5. srpen 2010   | Bývalý člen MDF (1987–1989). |
| 4. | Pál Schmitt      | Pál Schmitt      | Fidesz       | 6. srpen 2010                  | 2. duben 2012   | |
|    | László Kövér     | László Kövér     | Fidesz       | 2. duben 2012                  | 10. květen 2012 | Předseda parlamentu pověřený výkonem prezidentských pravomocí. |
| 5. | János Áder       | János Áder       | Fidesz       | 10. květen 2012                | 10. květen 2022 | |
| 6. | Katalin Nováková | Katalin Nováková | Fidesz       | 10. květen 2022                | 26. únor 2024   | |
|    | László Kövér     | László Kövér     | Fidesz       | 26. únor 2024                  | 4. březen 2024  | Předseda parlamentu pověřený výkonem prezidentských pravomocí. |
| 7. | Tamás Sulyok     | Tamás Sulyok     | nestraník    | 5. březen 2024                 |                 | Prezidentský slib složen 26. února 2024. |